# NGC 5352
NGC 5352 (другие обозначения — UGC 8812, MCG 6-31-11, ZWG 191.9, PGC 49370) — галактика в созвездии Гончие Псы.
Этот объект входит в число перечисленных в оригинальной редакции «Нового общего каталога».